# Bitka na Marici
Bitka na Marici ili Bitka kod Černomena je bitka održana na rijeci Marici u petak 26. rujna 1371. između snaga Osmanskog Carstva pod vodstvom rumelijskog begler-bega Lala-Šahina i srpskih snaga koje su imale oko 60.000 ljudi (70.000 po Halkokondilu). Srpsku vojsku predvodili su kralj Vukašin i njegov brat despot Jovan Uglješa, koji su poginuli u ovoj bitci.
Pojedini povjesničari navode 1367. ili čak i 1363. za godinu bitke, ali svi zajedno tvrde da se bitka odigrala kod Černomena, danas grčki Ormenio u oblasti Evros.
Vukašina nasljeđuje njegov sin Marko Mrnjavčević, poznatiji kao Kraljević Marko, ali ne uspijeva održati srpske zemlje, i nedugo poslije bitke postaje turski vazal. Ova bitka predstavlja početak osmanlijskih osvajanja teritorija kojima je vladao srpski car Dušan.

## Povod
Najstariji srpski izvor, „Zapis monaha Isaije“ kao povod za početak sukoba između Srba i Turaka navodi namjeru despota Uglješe, da zajedno sa svojim bratom kraljem Vukašinom protjera Turke iz Makedonije (tj. Romanije u Bizantu ili po sadašnjem Trakije).
Prema njemačkom povjesničaru Zinkeisenu, koji se poziva na turske izvore, rat između Srba i Turaka izbio je zbog zauzeća grada Plovdiva. Prema njemu, zapovjednik grada je uspio izbjeći srpskom kralju i privotliti ga da pokrene vojsku protiv Turaka. Ondašnji turski izvori pak tvrde da je cilj srpske vojne bio zauzeti Drinopolje (Drenopolje, Edirne) i da se turske snage na Balkanskom poluotoku, pod zapovjedništvom begler-bega Lala-Šahina protjeraju iz Rumelije (Istočno Rimsko Carstvo) u Anatoliju (Mala Azija).
Suvremeni povjesničari smatraju da nije postojao konkretan povod za izbijanje neprijateljstava. Prema njima, Despot Uglješa, čija država se prva nalazila na pravcu turskog napredovanja, shvatio je opasnost koju su predstavljala turska osvajanja na Balkanskom poluotoku. Iako su turski teritoriji na Balkanu u to vrijeme bili neveliki, Turci su osvojili nekoliko dobro utvrđenih gradova kao što je Drinopolje i na taj način stvorili mostobran za daljnja osvajanja u Europi. Uglješa je u svojoj mudrosti izabrao idealan trenutak za napad. Sultan Murat se s vojskom nalazio u Maloj Aziji držeći pod opsadom grad Bigu, dok je u Drinopolju bila razmjerno mala turska postrojba pod zapovjedništvom Lala-Šahina.

## Sudionici
Na srpskoj su strani, pored vojske Despota Uglješe, sudjelovale i snage kralja Vukašina. Sporno je pitanje jesu li, i koji, srpski velikaši također sudjelovali u pohodu na Turke. Turski izvori navode da su pored despota, kralja i "kraljevih nevjernika" u bitki sudjelovali vojvode i vlastela Bosne, Ugarske i Vlaške. Grčki pisac iz 15. stoljeća, Laonik Halkokondil spominje samo Uglješu i Vukašina, dok je u zapisima monaha Isaije zapisano da je Uglješa digao „sve srpske i grčke vojnike i brata svojega Vukašina kralja“ kao i „mnoge druge velmože,...negdje do šestideset tisušt izabrani vojski“.
Prema Stojanu Novakoviću, „srpske velmože“ koji su se pridružili Uglješi i Vukašinu najvjerojatnije su bili Dejanovići i vojvoda Bogdan. Sjeverna srpska vlastela u ovoj bitki nije sudjelovala. Balšići, koji su bili u dobrim odnosima s Vukašinom, najvjerojatnije nisu sudjelovali u bitki jer su ubrzo nakon poraza srpskih snaga oteli Prizren od Vukašinovog sina; Nikola Altomanović također nije mogao sudjelovati jer je bio u ratu s Vukašinom; Lazar i Brankovići nisu imali interesa sudjelovati u bitki i na taj način učvrstiti Vukašinov položaj kao kralja i nasljednika cara Uroša čiju su vlast, makar i formalno, još uvijek poštovali.
Na osnovi raspoloživih izvora može se zaključiti da su srpsku vojsku dale tadašnje srpske zemlje oko Šar-planine, kao i sve južne srpske zemlje oko Vardara i Strume, zajedno s grčkim krajevima južne Makedonije (među Vardarom i Strumom), Drame, Mosinopolja i Vodena.
Turske snage kojima je zapovijedao rumelijski begler-beg Lala-Šahin bile su četiri puta slabije od srpskih, i uglavnom su se svodile na posadu utvrđenog grada Drinopolja. Halkokondil čak navodi da su snage s kojima je Lala-Šahin napao srpsku vojsku imale jedva 800 ljudi.

## Najčešće zabune u vezi sa sudionicima bitke na Marici
Na osnovi navedenih vrela može se zaključiti da je u bitki na Marici sudjelovala kršćanska koalicija sastavljena od Srba, Ugara i Rumunja. Također, u engleskoj literaturi se navodi da je u bitki sa srpske strane sudjelovala koalicija sastavljena od Srba, Bugara i Grka.
U prvom primjeru korišteni su uglavnom turski izvori. Stoga nije čudno što se u njima navodi da su se na srpskoj strani nalazili velikaši i iz Ugarske, Bosne i Vlaške. Na ovaj način turski povjesničari su htjeli uveličati značaj pobjede koja je predstavljala trijumf islama nad Kršćanstvom oličenim u predstavnicima svih većih kršćanskih država na Balkanu.
U drugom primjeru pogrešno je navedeno da su grčke snage također sudjelovale u ovoj bitki. Međutim, u pitanju su snage Uglješe i Vukašina i drugih srpskih velikaša čija se državni teritorij protezao i na grčke zemlje (uključujući i oblast Makedoniju kao dio Grčke). Pravi Grci, tj. tadašnja bizantska država ni na koji način nije pomogla Uglješi i Vukašinu, već je iskoristila srpski poraz da proširi svoj teritorij. Što se Bugara tiče, oni se ne spominju ni u jednom od povijesnih vrela koje je koristio Stojan Novaković.
Ono što se sa sigurnošću može tvrditi, jest da su u Maričkoj bitci sudjelovale srpske snage sastavljene od vojske Uglješe i Vukašina i nekih srpskih velikaša. Ako su u bitki sudjelovale i snage neke od prethodno navedenih država, onda su one bile toliko zanemarljive da tadašnja povijesna vrela nisu smatrala potrebitim posebno ih navoditi.

## Vanjske poveznice
- Battle of the Maritsa River Encyclopædia Britannica